# Eudoxe-Irénée Mignot
Eudoxe-Irénée Mignot (* 20. September 1842 in Brancourt-le-Grand; † 18. März 1918 in Albi) war ein französischer römisch-katholischer Geistlicher, Bischof und Erzbischof.

## Leben

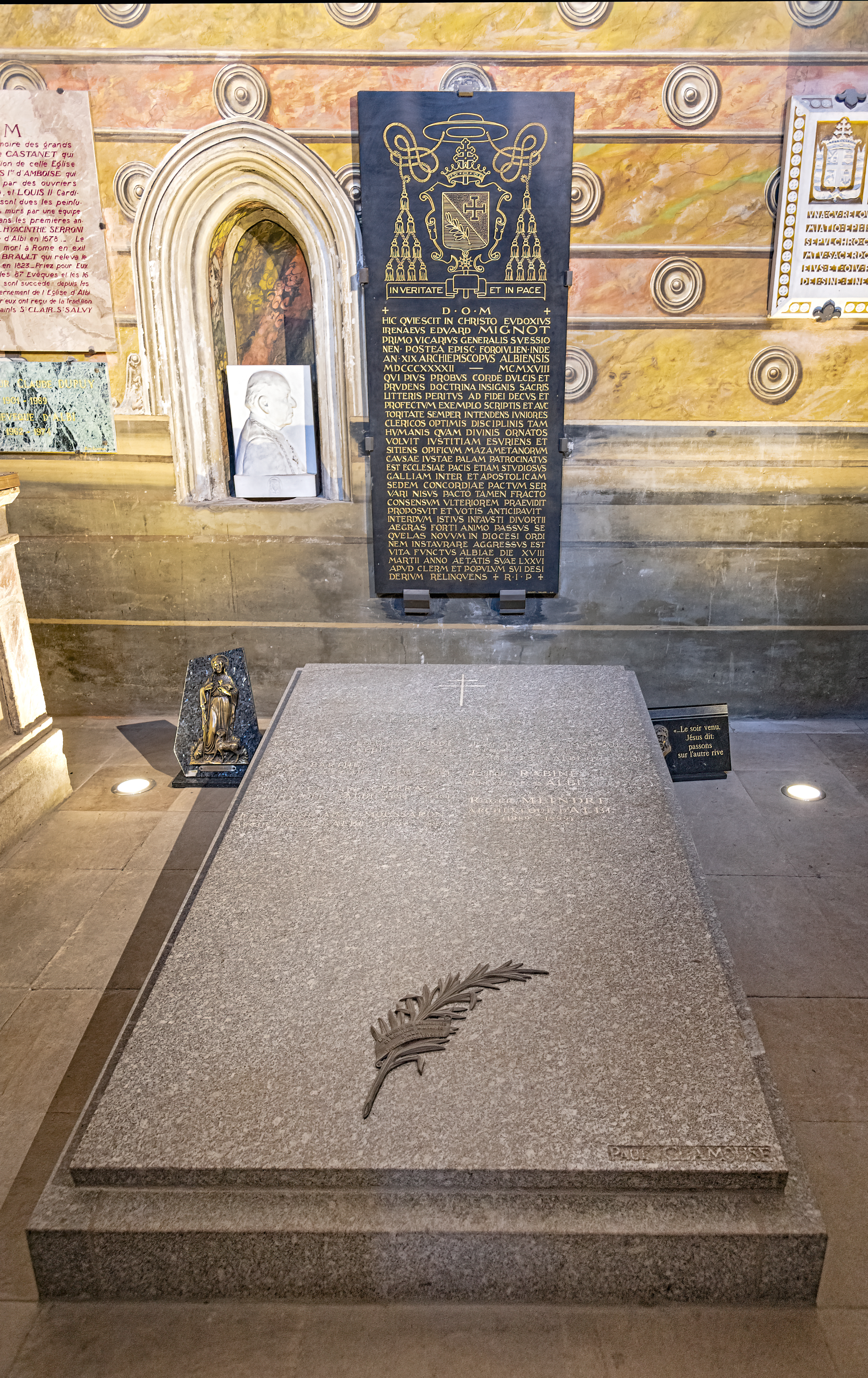
Grab von Eudoxe Irénée Mignot

### Geistliche Karriere
Mignot war der Sohn eines Volksschullehrers. Von 1856 bis 1860 besuchte er das kleine Seminar in Soissons, dann trat er in das Priesterseminar St. Sulpice ein, wo er John Baptist Hogan (1829–1901) zum Lehrer hatte und 1864 La vie de Jésus von Ernest Renan lesen durfte. Er wurde 1865 zum Priester geweiht, unterrichtete bis 1868 in Liesse-Notre-Dame, war dann bis 1871 Kaplan in Saint-Quentin, bis 1875 Pfarrer in Beaurevoir, bis 1878 Krankenhausseelsorger in Laon, bis 1883 Dekan in Coucy-la-Ville, dann in La Fère. Ab 1887 war er Generalvikar des Bistums Soissons. Von 1890 bis 1900 war er Bischof von Fréjus, von 1900 bis zu seinem Tod Erzbischof von Albi.

### Verteidiger der Modernisten
Mignot arbeitete sich autodidaktisch in die Historisch-kritische Methode der Bibelauslegung ein und blieb ein Leben lang in wohlwollendem Kontakt mit den führenden Modernisten seiner Zeit, vor allem mit Alfred Loisy und Friedrich von Hügel. Das brachte ihn in der Amtsperiode von Papst Pius X. (1903–1914) selbst in den Verdacht des Modernismus. Seine Bemühungen, Loisy vor der Verurteilung durch die Päpstliche Bibelkommission zu bewahren, blieben erfolglos. Andererseits verlor er nicht, wie Loisy oder George Tyrrell, den Glauben und bewahrte sich die Achtung der antimodernistischen Mehrheit der französischen Bischöfe, die ihn als eine Art Erasmus des Modernismus betrachtete. In einer Gedenkschrift an Papst Benedikt XV., rechnete Mignot 1914 mit Pius X. ab, dessen persönliche Heiligkeit er anerkannte, dessen gewissenunterdrückendes Wirken er jedoch verurteilte. So bedauerte er auch die Verurteilung der katholischen Arbeiterbewegung von Marc Sangnier und die Duldung der Action française unter Charles Maurras. Ein halbes Jahrhundert nach seinem Tod gestatteten die Ergebnisse des Zweiten Vatikanischen Konzils, in ihm eine prophetische Gestalt zu sehen.

### Ehrungen
Mignot war Kommandeur der Ehrenlegion. Seine Kandidatur für die Académie française (Nachfolge Kardinal François-Désiré Mathieu) wurde ihm zweimal durch Gegenkandidaturen verwehrt, zuerst durch Erzbischof de Cabrières, dann durch Alfred Baudrillart. Gewählt wurde schließlich Louis Duchesne (1910).

## Werke
- La méthode de la théologie. Discours prononcé à la séance de rentrée de l’Institut catholique de Toulouse le 13 novembre 1901. In: Revue du clergé français 29, 1901, S. 113–132.
- Lettres sur les études ecclésiastiques. Lecoffre, Paris 1908.
- L’Église et la critique. Lecoffre, Paris 1910.
- (Auszüge in:) Joseph Schnitzer (Hrsg.): Der katholische Modernismus. Berlin-Schöneberg 1912, S. 101–111.
- Confiance, prière, espoir. Lettres sur la guerre. Bloud & Gay, Paris 1915.
  - (spanisch) Confianza, oracián, esperanza. Cartas sobre la guerra. Bloud y Gay, Barcelona 1915.